# Hypodynerus mapochu
Hypodynerus mapochu är en stekelart som beskrevs av Giovanni Gribodo 1894.
Hypodynerus mapochu ingår i släktet Hypodynerus och familjen Eumenidae. Inga underarter finns listade i Catalogue of Life.